# الدوري القطري 1976–77
إحصائيات دوري نجوم قطر في موسم 1976-77.

## نظرة عامة
فاز الاستقلال بالبطولة.